# Sceau de l'Alabama
Le Grand Sceau de l'Alabama est le sceau officiel de l'État d'Alabama. 

## Histoire
Il fut dessiné en 1817 par William Wyatt Bibb, le gouverneur du Territoire de l'Alabama et par conséquent le premier gouverneur de l'État de l'Alabama. Quand l'Alabama devint un État américain, en 1819, l'assemblée de l'État adopta ce sceau comme sceau officiel. Il montre l'État avec une de ses plus grandes ressources : les rivières. 
Le dessin de Bibb demeura le sceau officiel jusqu'en 1868, jusqu'à ce qu'il soit remplacé par un dessin plus controversé représentant un aigle portant dans son bec une banderole disant : « Here We Rest » (« Ici nous nous reposons ») mais finalement le dessin de Bibb fut rétabli par le gouverneur Frank M. Dixon en 1939 et resta inchangé depuis.

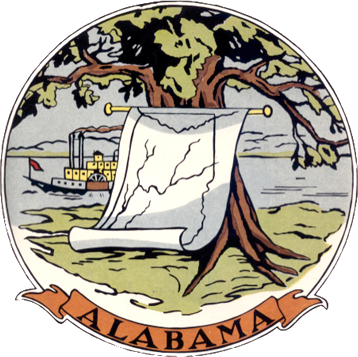
Sceau de l'Alabama de 1817 à 1868.
Sceau de l'Alabama de 1868 à 1939.
Sceau de l'Alabama depuis 1939.